# Ellington Ratliff
Ellington Lee Ratliff (ur. 14 kwietnia 1993 w Los Angeles) – amerykański aktor telewizyjny i muzyk. Od 2008 perkusista zespołu R5. Grał gościnnie w serialu Nickelodeon Victoria znaczy zwycięstwo.

## Życiorys
Urodził się w Los Angeles w Kalifornii jako syn Cheryl i George’a Ratliffa. Ma trzech przyrodnich braci: Eldena, Ericka i Garette.
Zadebiutował na ekranie w dramacie All You Need (2001) u boku Kellie Martin i Roberta Pine’a. W 2009 pojawił się w piątym sezonie konkursu So You Think You Can Dance. W tym samym roku zagrał Allana w jednym z odcinków serialu ABC Eastwick. Wkrótce potem występował w serialach telewizyjnych, w tym Victoria znaczy zwycięstwo (2010), Szpital miejski (2010-2011) i Dorastająca nadzieja (2011). W komedii Mój wujek Rafael (My Uncle Rafael, 2012) z udziałem Anthony’ego Clarka zagrał rolę fotografa. W serialu Czerwona panika (Red Scare, 2013) pojawił się jako Huey Miller w dwóch odcinkach – „The Nuclear Club” i „Brinksmanship”.
W 2008 dołączył do zespołu R5, po spotkaniu z członkami zespołu w klasie tanecznej. Koledzy z R5 uznali go za niezwykle utalentowanego. Debiutancki album zespołu Louder osiągnął 24. miejsce na liście Billboard 200. Wydali także kilka EP-ów, które były umiarkowanymi hitami. Należą do nich New Addictions EP, Sometime Last Night i Heart Made up on You.

## Filmografia
- 2009: So You Think You Can Dance jako on sam
- 2010: Victoria znaczy zwycięstwo jako Evan
- 2010-2011: Szpital miejski jako bezimienna ofiara podróży narciarskiej
- 2011: Dorastająca nadzieja jako syn
- 2011: Muppety jako cukiernik
- 2015: Violetta jako on sam
- 2017: Rodzina w oparach jako nastolatek
- 2017: Zabójcze umysły jako Ronnie Hawks
- 2019: Grown-ish jako Craig